# 1924 au théâtre
| Années du théâtre : 1921 - 1922 - 1923 - 1924 - 1925 - 1926 - 1927    |
| Décennies du théâtre : 1890 - 1900 - 1910 - 1920 - 1930 - 1940 - 1950 |

Cet article présente les faits marquants de l'année 1924 au théâtre.

## Événements
- Erwin Piscator, fondateur du théâtre politique, est engagé comme metteur en scène à la Volksbühne Berlin.
- Mai-juin - Lotte Lenya rencontre pour la première fois le compositeur Kurt Weill à Grünheide.

## Pièces de théâtre publiées
- 18 Octobre : Ma femme danseuse[1], comédie en 3 actes de M.Louis Delluc, théâtre des Mathurins, à Paris

## Pièces de théâtre représentées
- Le Veau gras de Bernard Zimmer, théâtre de l'Atelier.
- 2 juin : Roméo et Juliette, adaptation de Jean Cocteau, théâtre de La Cigale, à Paris
- 24 juin: Mariana Pineda de Federico García Lorca, mise en scène par Salvador Dalí et interprétée par Margarida Xirgu, au Teatre Goya, à Barcelone.

- 18-19 Octobre : Si je voulais ![1] de Paul Géraldy et Robert Spitzer, Théâtre Daunou
- 6 décembre : Une étoile nouvelle de Sacha Guitry, Théâtre Édouard VII

## Naissances
- 14 janvier : Jean Danet.
- 12 septembre : Jean Le Poulain, acteur et metteur en scène français.
- 23 septembre : Jean Piat, comédien français.

## Décès
- 21 avril : Eleonora Duse.